# Герб Озёрного (Тверская область)
Герб городского округа Закрытое административно-территориальное образование Озёрный Тверской области Российской Федерации.
Герб утверждён Решением Совета депутатов ЗАТО Озёрный Тверской области 21 мая 2003 года.
Герб внесён в Государственный геральдический регистр Российской Федерации под регистрационным номером 1253.

## Описание герба
«В лазоревом поле зелёная, завершенная серебром оконечность и поверх всего три серебряные стрелы».

## Обоснование символики
Голубой цвет (лазурь) символизирует честность, верность и безупречность.
Зелёный цвет считается символом земного богатства и красоты природы. Он связан со свежестью и весной, радостью и надеждой. Кроме того, голубой (лазоревый) цвет символизирует озёрный край севера Тверской области и чистое небо, а зелёный — красоту природы Тверского Верхневолжья.
Белый цвет (серебро) знаменует собой чистоту помыслов и поступков.
Тонкий серебряный пояс считается символом соединения, соединяя небо и землю. Однако пояс в символике свидетельствует и о готовности к переменам, и символизирует соблюдение норм. Пояс считается символом защиты от оружия и нападения, что в сочетании со стрелами создает впечатление полноты и завершенности геральдической композиции.
Три вертикальные стрелы символизируют, как и всякая вертикаль, активность, утверждение и устойчивость. Сама стрела — традиционное оружие дальнего действия, которое пронзает врага. Последнее значение стрелы восстанавливается сегодня силуэтом ракет с острой боеголовкой и стабилизирующими плоскостями в хвостовой части. Таким образом, стрела символизирует импульс, быстроту, угрозу и целенаправленность точного оружия, которое служит защите нашей Родины. Троичность стрел символизирует силу, сообщаемую единством, знаком которой является число три, ибо отдельную стрелу легко сломать.